# Амакуса-Нада
Амакуса-Нада (яп. 天草灘 амакуса-нада) — море (залив) в составе Восточно-Китайского моря, расположенное в Японии у острова Кюсю (префектуры Кумамото и Нагасаки), к западу от островов Амакуса (Амакуса-Симодзима).
На севере море ограничено островами Гото и мысом Номо (полуостров Нагасаки), на юге — проливами Куроносето (黒ノ瀬戸) и Нагасима (長島海峡). Сообщается с плёсом Гото-Нада.
Для моря характерны сильны течения, оно часто бывает бурным. В Амакуса-Нада сказывается влияние тёплого Цусимского течения, отчего там водятся макрель, ставрида, иваси, корифена и кальмары.